# Chalais (Vienne)
Chalais ist eine französische Gemeinde mit 474 Einwohnern (Stand: 1. Januar 2022) im Département Vienne in der Region Nouvelle-Aquitaine (vor 2016 Poitou-Charentes); sie gehört zum Arrondissement Châtellerault und zum Kanton Loudun. Die Einwohner werden Chalaisiens genannt.

## Geographie
Chalais liegt etwa 40 Kilometer nordwestlich von Châtellerault. Umgeben wird Chalais von den Nachbargemeinden Loudun im Norden und Osten, La Roche-Rigault im Osten und Südosten, Angliers im Süden sowie Mouterre-Silly im Westen.

## Bevölkerungsentwicklung
| Jahr                      | 1962 | 1968 | 1975 | 1982 | 1990 | 1999 | 2006 | 2013 |
| Einwohner                 | 578  | 524  | 489  | 546  | 603  | 553  | 530  | 521  |
| Quelle: Cassini und INSEE |      |      |      |      |      |      |      |      |

## Sehenswürdigkeiten
- Kirche Notre-Dame, seit 1926 Monument historique (siehe auch: Liste der Monuments historiques in Chalais (Vienne))
- Mühle Puy d'Ardanne aus dem 18. Jahrhundert